# Манчуа (Јута)
Манчуа (енгл. Mantua) град је у америчкој савезној држави Јута.

## Демографија
По попису из 2010. године број становника је 687, што је 104 (-13,1%) становника мање него 2000. године.
| Група             | 2000.       | 2010.       |
| Белци             | 760 (96,1%) | 636 (92,6%) |
| Афроамериканци    | 5 (0,6%)    | 1 (0,1%)    |
| Азијати           | 2 (0,3%)    | 14 (2,0%)   |
| Хиспаноамериканци | 7 (0,9%)    | 17 (2,5%)   |
| Укупно            | 791         | 687         |